# Alfa Caeli
Alfa Caeli (α Cae) – najjaśniejsza gwiazda w gwiazdozbiorze Rylca. Jest to układ podwójny oddalony o 65,7 roku świetlnego od Słońca.
Główny składnik układu – Alfa Caeli A – to żółto-biały karzeł typu widmowego F o jasności obserwowanej równej 4,44m.
Jego towarzysz – Alfa Caeli B – to czerwony karzeł typu widmowego M0,5 o jasności obserwowanej tylko 12,5m. Jest on gwiazdą rozbłyskową.